# Lista över fornlämningar i Ljusdals kommun
Lista över fornlämningar i Ljusdals kommun är en förteckning av ett urval av de fornlämningar som finns i Ljusdals kommun.

## Färila
| Namn                               | Lämningstyp                      | Tillkomsttid | Historisk indelning | Plats | Läge                 | ID-nr          | Bild                                      |
| ---------------------------------- | -------------------------------- | ------------ | ------------------- | ----- | -------------------- | -------------- | ----------------------------------------- |
| Hansebacken (Färila 6:1)           | Fäbod                            |              | Färila, Hälsingland |       | 61.799523, 15.834716 | 10240300060001 | Ladda upp en bild av detta fornminne      |
| Den okändes grav (Färila 29:1)     | Stensättning                     |              | Färila, Hälsingland |       | 61.714324, 15.503305 | 10240300290001 | Ladda upp en bild av detta fornminne      |
| Färila 51:1                        | Begravningsplats                 |              | Färila, Hälsingland |       | 61.982128, 15.304395 | 10240300510001 | Ladda upp en bild av detta fornminne      |
| Färila 51:2                        | Kyrka/kapell                     |              | Färila, Hälsingland |       | 61.982115, 15.304577 | 10240300510002 | Ladda upp en till bild av detta fornminne |
| Blockhuset (Färila 67:1)           | Husgrund, historisk tid          |              | Färila, Hälsingland |       | 61.972814, 15.328586 | 10240300670001 | Ladda upp en bild av detta fornminne      |
| Kårböle skans (Färila 68:1)        | Fästning/skans                   |              | Färila, Hälsingland |       | 61.976177, 15.333722 | 10240300680001 | Ladda upp en bild av detta fornminne      |
| Danske prinsens grav (Färila 74:1) | Stensättning                     |              | Färila, Hälsingland |       | 61.945838, 15.396807 | 10240300740001 | Ladda upp en bild av detta fornminne      |
| Färila 84:1                        | Stensättning                     |              | Färila, Hälsingland |       | 61.919139, 15.636655 | 10240300840001 | Ladda upp en bild av detta fornminne      |
| Färila 84:2                        | Stensättning                     |              | Färila, Hälsingland |       | 61.919034, 15.636432 | 10240300840002 | Ladda upp en bild av detta fornminne      |
| Färila 84:3                        | Stensättning                     |              | Färila, Hälsingland |       | 61.919171, 15.636071 | 10240300840003 | Ladda upp en bild av detta fornminne      |
| Färila 122:1                       | Stensättning                     |              | Färila, Hälsingland |       | 61.904204, 15.638155 | 10240301220001 | Ladda upp en bild av detta fornminne      |
| Färila 157:1                       | Röse                             |              | Färila, Hälsingland |       | 61.845911, 15.819664 | 10240301570001 | Ladda upp en bild av detta fornminne      |
| Färila 157:2                       | Stensättning                     |              | Färila, Hälsingland |       | 61.846003, 15.819413 | 10240301570002 | Ladda upp en bild av detta fornminne      |
| Färila 220:1                       | Husgrund, förhistorisk/medeltida |              | Färila, Hälsingland |       | 61.846319, 15.824710 | 10240302200001 | Ladda upp en bild av detta fornminne      |
| Färila 221:1                       | Röse                             |              | Färila, Hälsingland |       | 61.845926, 15.822532 | 10240302210001 | Ladda upp en bild av detta fornminne      |

## Järvsö
| Namn        | Lämningstyp  | Tillkomsttid | Historisk indelning | Plats | Läge                 | ID-nr          | Bild                                      |
| ----------- | ------------ | ------------ | ------------------- | ----- | -------------------- | -------------- | ----------------------------------------- |
| Järvsö 8:1  | Hög          |              | Järvsö, Hälsingland |       | 61.684682, 16.173655 | 10242000080001 | Ladda upp en bild av detta fornminne      |
| Järvsö 8:2  | Stensättning |              | Järvsö, Hälsingland |       | 61.684442, 16.173513 | 10242000080002 | Ladda upp en bild av detta fornminne      |
| Järvsö 8:3  | Stensättning |              | Järvsö, Hälsingland |       | 61.684548, 16.173579 | 10242000080003 | Ladda upp en bild av detta fornminne      |
| Järvsö 11:1 | Minnesmärke  |              | Järvsö, Hälsingland |       | 61.710266, 16.181349 | 10242000110001 | Ladda upp en bild av detta fornminne      |
| Järvsö 12:1 | Runristning  |              | Järvsö, Hälsingland |       | 61.709821, 16.181402 | 10242000120001 | Ladda upp en till bild av detta fornminne |
| Järvsö 14:1 | Hög          |              | Järvsö, Hälsingland |       | 61.705059, 16.164443 | 10242000140001 | Ladda upp en bild av detta fornminne      |
| Järvsö 15:1 | Hög          |              | Järvsö, Hälsingland |       | 61.705716, 16.166339 | 10242000150001 | Ladda upp en bild av detta fornminne      |
| Järvsö 25:1 | Hög          |              | Järvsö, Hälsingland |       | 61.663416, 16.329224 | 10242000250001 | Ladda upp en bild av detta fornminne      |
| Järvsö 25:2 | Hög          |              | Järvsö, Hälsingland |       | 61.663521, 16.329220 | 10242000250002 | Ladda upp en bild av detta fornminne      |
| Järvsö 25:3 | Hög          |              | Järvsö, Hälsingland |       | 61.663442, 16.329386 | 10242000250003 | Ladda upp en bild av detta fornminne      |
| Järvsö 25:4 | Stensättning |              | Järvsö, Hälsingland |       | 61.663556, 16.329406 | 10242000250004 | Ladda upp en bild av detta fornminne      |
| Järvsö 42:1 | Hög          |              | Järvsö, Hälsingland |       | 61.693458, 16.158830 | 10242000420001 | Ladda upp en bild av detta fornminne      |
| Järvsö 43:1 | Hög          |              | Järvsö, Hälsingland |       | 61.690883, 16.160663 | 10242000430001 | Ladda upp en bild av detta fornminne      |
| Järvsö 43:2 | Hög          |              | Järvsö, Hälsingland |       | 61.690940, 16.160438 | 10242000430002 | Ladda upp en bild av detta fornminne      |
| Järvsö 43:3 | Hög          |              | Järvsö, Hälsingland |       | 61.690997, 16.160129 | 10242000430003 | Ladda upp en bild av detta fornminne      |
| Järvsö 59:1 | Minnesmärke  |              | Järvsö, Hälsingland |       | 61.667513, 16.148947 | 10242000590001 | Ladda upp en bild av detta fornminne      |

## Ljusdal
| Namn                          | Lämningstyp | Tillkomsttid | Historisk indelning  | Plats              | Läge                 | ID-nr          | Bild                                      |
| ----------------------------- | ----------- | ------------ | -------------------- | ------------------ | -------------------- | -------------- | ----------------------------------------- |
| Skinnlipsstenen (Ljusdal 3:2) | Hällmålning |              | Ljusdal, Hälsingland |                    | 61.894761, 15.967341 | 10242200030002 | Ladda upp en bild av detta fornminne      |
| Huvbacken (Ljusdal 74:1)      | Hög         |              | Ljusdal, Hälsingland |                    | 61.847618, 15.991520 | 10242200740001 | Ladda upp en bild av detta fornminne      |
| Huvbacken (Ljusdal 74:2)      | Hög         |              | Ljusdal, Hälsingland |                    | 61.847573, 15.991748 | 10242200740002 | Ladda upp en bild av detta fornminne      |
| Huvbacken (Ljusdal 74:3)      | Hög         |              | Ljusdal, Hälsingland |                    | 61.847514, 15.991942 | 10242200740003 | Ladda upp en bild av detta fornminne      |
| Hs 20 (Ljusdal 363:1)         | Runsten     |              | Ljusdal, Hälsingland | Ljusdals kyrkogård | 61.8281, 16.0721     | 10242203630001 | Ladda upp en till bild av detta fornminne |
| Ljusdal 378:1                 | Gravfält    |              | Ljusdal, Hälsingland |                    | 62.010859, 15.937844 | 10242203780001 | Ladda upp en bild av detta fornminne      |

## Los
| Namn      | Lämningstyp      | Tillkomsttid | Historisk indelning | Plats | Läge                 | ID-nr          | Bild                                 |
| --------- | ---------------- | ------------ | ------------------- | ----- | -------------------- | -------------- | ------------------------------------ |
| Los 88:1  | Begravningsplats |              | Los, Hälsingland    |       | 61.657521, 14.993195 | 10242300880001 | Ladda upp en bild av detta fornminne |
| Los 96:1  | Stensättning     |              | Los, Hälsingland    |       | 61.554400, 15.072245 | 10242300960001 | Ladda upp en bild av detta fornminne |
| Los 98:1  | Begravningsplats |              | Los, Hälsingland    |       | 61.601872, 15.067823 | 10242300980001 | Ladda upp en bild av detta fornminne |
| Los 103:1 | Begravningsplats |              | Los, Hälsingland    |       | 61.634093, 14.865907 | 10242301030001 | Ladda upp en bild av detta fornminne |
| Los 178:1 | Begravningsplats |              | Los, Hälsingland    |       | 61.618142, 14.501627 | 10242301780001 | Ladda upp en bild av detta fornminne |

## Ramsjö
| Namn       | Lämningstyp  | Tillkomsttid | Historisk indelning | Plats | Läge                 | ID-nr          | Bild                                 |
| ---------- | ------------ | ------------ | ------------------- | ----- | -------------------- | -------------- | ------------------------------------ |
| Ramsjö 3:1 | Stensättning |              | Ramsjö, Hälsingland |       | 62.185671, 15.628593 | 10243200030001 | Ladda upp en bild av detta fornminne |